# Candido Zulliani
Candido Zulliani (zuljáni), kranjski stavbenik, baročni arhitekt, krščen 4. januarja 1712, Trst, † 24. maj 1769, Ljubljana.